# Harwich
Harwich – miasto i civil parish w Anglii, w hrabstwie Essex, w dystrykcie Tendring, jeden z tzw. Haven Ports nad Morzem Północnym. Nieopodal, na północny wschód od Harwich znajduje się miasto Felixstowe, na północny zachód – Ipswich, Colchester – na południowy zachód, oraz Clacton-on-Sea – na południe. Jest to najbardziej wysunięte na północ miasto na wybrzeżu w hrabstwie Essex. W 2011 roku civil parish liczyła 17 684 mieszkańców.
Lokacja miasta u ujścia rzek Stour i Orwell oraz jego użyteczność dla żeglarzy jako jedynego bezpiecznego miejsca zakotwiczenia pomiędzy Tamizą i Humber spowodowały, że Harwich na długi okres stało się miastem o znaczeniu nadmorskim, zarówno w sensie cywilnym, jak i wojskowym. Miasto stało się bazą okrętów wojennych w roku 1657. Wtedy też zostały wzniesione potężne fortyfikacje, włącznie z fortami Harwich Redoubt, Beacon Hill Battery, oraz Bath Side Battery.
Obecnie Harwich graniczy z miastami Dovercourt oraz Parkeston, które często zbiorowo nazywa się Harwich.

## Historia
Nazwa miasta oznacza ze staroangielskiego „osada wojskowa”, here-wic.
Miasto otrzymało swój statut w roku 1238, chociaż są dowody wcześniejszego osadnictwa – na przykład zapiski o kaplicy z 1177 roku oraz niektóre oznaki możliwej obecności Rzymian.

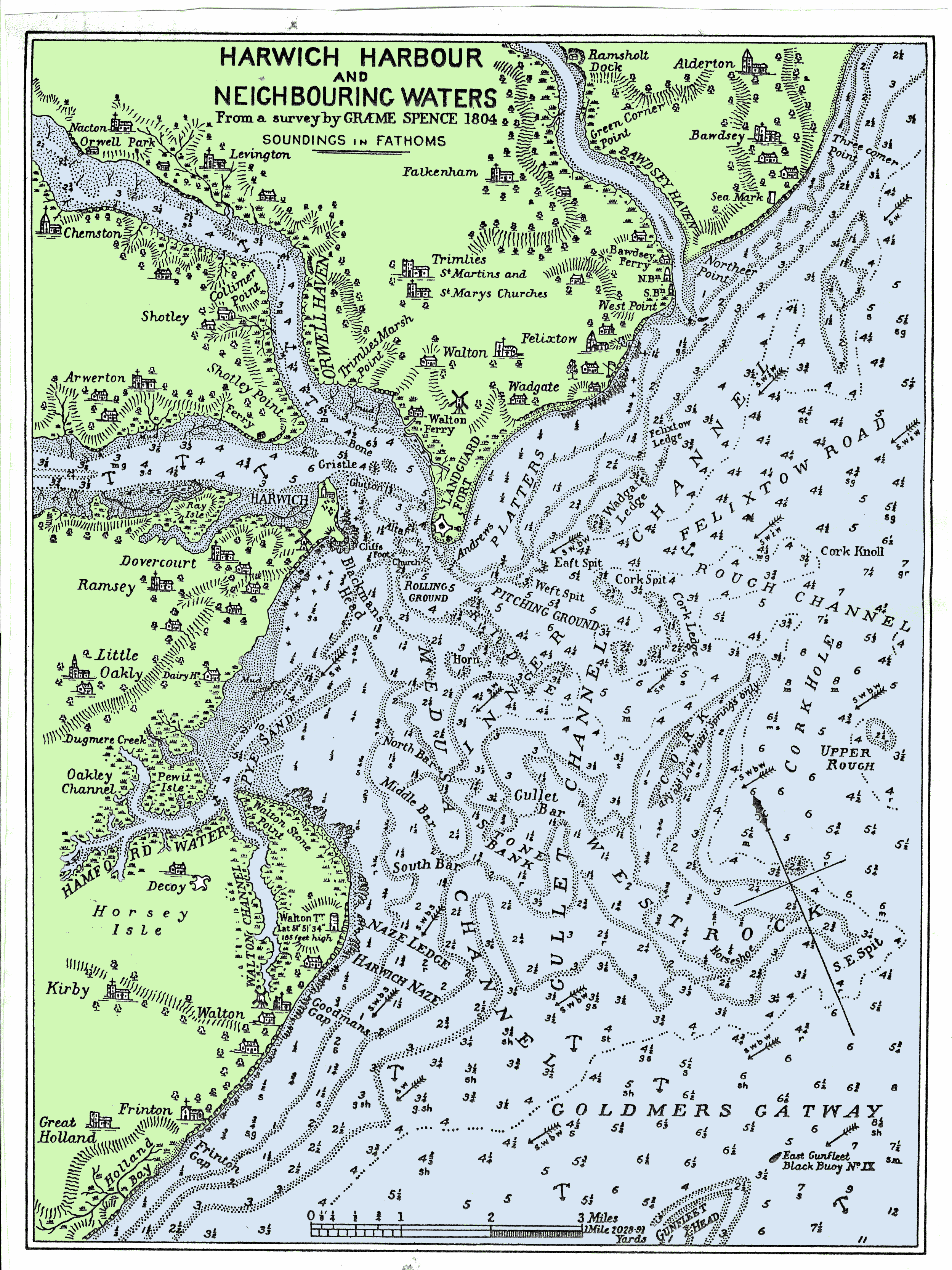
Harwich w 1804, przez Graeme’a Spence’a

z powodu swego strategicznego umiejscowienia, Harwich było celem lądowania i przemarszu wojsk podczas inwazji Wielkiej Brytanii za czasów króla Wilhelma Orańskiego 11 listopada, 1688. Jednakże niesprzyjające wiatry zmusiły flotę królewską do popłynięcia w kierunku kanału La Manche i w końcowym efekcie lądowania w Torbay. Z powodu zaangażowania Frédérica-Armand de Schomberga i rodziny Schomberg w inwazję, Charles Louis Schomberg otrzymał tytuł markiza Harwich.
Pisarz Daniel Defoe poświęcił miastu kilka stron w swej powieści A tour thro' the Whole Island of Great Britain (Podróż przez całą wyspę Wielkiej Bytanii). Podczas pobytu w roku 1722, jego szczególną uwagę przykuł potężny fort oraz przystań „ogromnej rozciągłości”. Miasto, relacjonuje, było również znane z niespotykanej wody źródlanej wypływającej z Beacon Hill (wzniesienia na północny wschód od miasta), która sprawiała, że glina kamieniała, pozwalając tym samym na użycie jej do utwardzania ulic w Harwich oraz budowania.Lokalni mieszkańcy twierdzili także, że „to samo źródło może zmienić drewno w żelazo, ale Defoe przypisał to obecności w wodzie „siarczanów żelaza”. Co zaś się tyczy atmosfery miasta, Defoe pisze: „Harwich to miasto pośpiechu i interesów, które niewiele ma wspólnego z radością i przyjemnością; lecz wciąż mieszkańcy wydają się zadomowieni w swoich gniazdach, niektórzy z nich są nawet bardzo bogaci”.

## Port

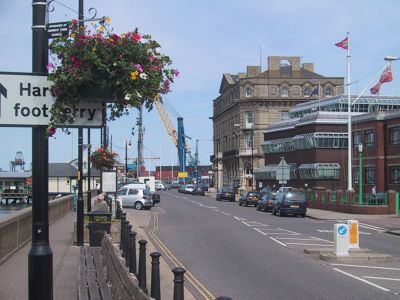
The Harwich Quay

Choć Royal Navy (Królewska Marynarka Wojenna) nie jest już obecna w Harwich, Harwich International Port w pobliskim Parkeston wciąż oferuje regularne połączenia promowe do Hook of Holland (Hoek van Holland) w Holandii i Esbjerg w Danii. Wiele operacji ogromnego portu kontenerowego Felixstowe i Trinity House, władz latarni morskiej, jest zarządzanych z Harwich, a plany rozwoju nowego portu kontenerowego w Bathside Bay zostały zaaprobowane przez rząd Brytyjski w grudniu 2005 roku.

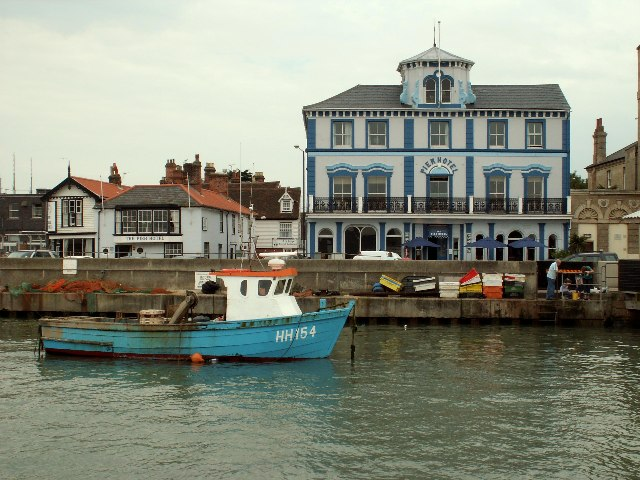
Pier Hotel

Port jest znany z hasła „Harwich for the Continent” (Harwich dla Kontynentu) na znakach drogowych oraz ogłoszeniach Londyńskiej i Północno-Wschodniej Kolei – London & North Eastern Railway (LNER).

## Architektura

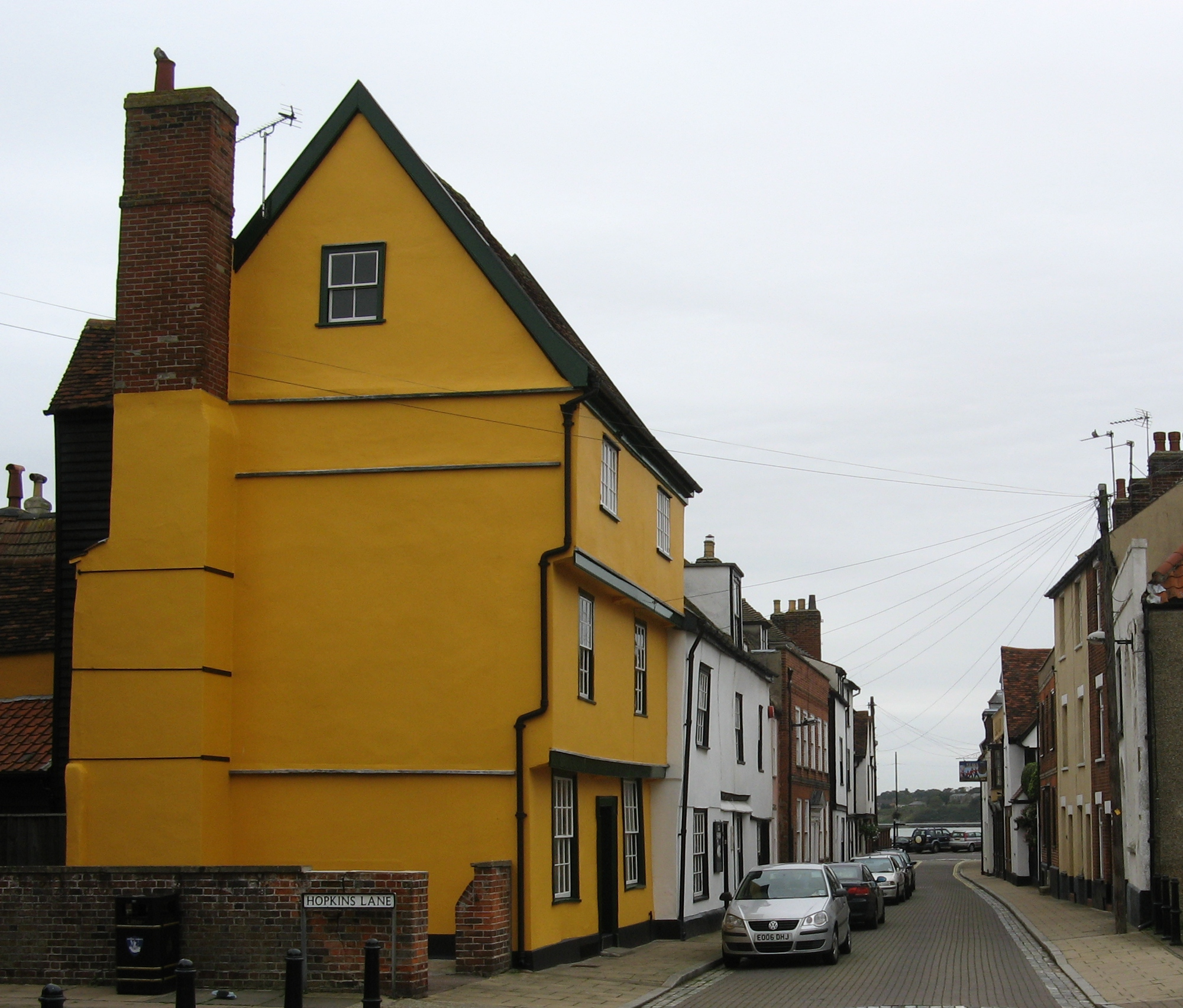
Ulica King’s Head

Pomimo, lub może raczej z powodu, swoich niewielkich rozmiarów Harwich jest wysoko postrzegane w kategoriach dziedzictwa architektury, a cała starsza część miasta, wyłączając Navyard Wharf, otrzymała status chroniony.
Regularny plan ulic miasta, z głównymi arteriami komunikacyjnymi połączonymi wieloma małymi alejkami, zdradza jego średniowieczne pochodzenie, choć wiele budynków z tamtego okresu jest skrytych za fasadami z XVIII wieku.
Na pozostałe średniowieczne struktury w głównej mierze składają się domy prywatne. Dom ukazany na zdjęciu ulicy Kings Head po lewej jest wyjątkowym w Harwich przykładem domu żaglomistrza, którego powstanie datuje się na okolice roku 1600. Inne godne uwagi budynki publiczne, wszystkie już z późniejszego okresu, to między innymi kościół parafialny St. Nicholas parish church (1821) w powściągliwym stylu gotyckim z wieloma oryginalnymi elementami wyposażenia, takimi jak (później przebudowane) organy tej samej daty, znajdujące się na zachodnim krańcu chóru, czy Guildhall z roku 1769, jedyny w Harwich zabytek klasy pierwszej umieszczony na ustawowej liście budynków o szczególnym znaczeniu architektonicznym lub historycznym.
Po stronie nadbrzeża można zobaczyć Pier Hotel z 1860 roku oraz Great Eastern Hotel z 1864 roku, oba odzwierciedlające nabranie przez miasto nowego znaczenia dla podróżnych po pojawieniu się linii kolejowej z Colchester w 1854 roku. Great Eastern Hotel został zamknięty w 1923 roku przez nowo powstałą LNER (Kolej Londyńską i Północno-Wschodnią); jego upadek był rezultatem otwarcia nowego portu dla pasażerów w górnej części rzeki na nadbrzeżu Parkestone, gdzie Great Eastern Railway (Wielka Kolej Wschodnia) otworzyła nowy hotel o tej samej nazwie.
Hotel stał się ratuszem Harwich (Harwich Town Hall), w którym mieścił się Magistrates Court (sąd pokoju dla drobnych spraw i wstępnych przesłuchań), a po zmianach w lokalnym zarządzie został sprzedany i podzielony na mieszkania.
Interesujące są również latarnia morska High Lighthouse (1818); niespotykany żuraw Treadwheel Crane (późny wiek XVII); kino Electric Palace Cinema (1911), jedno z najstarszych specjalnie skonstruowanych kin, które przetrwało w całości wraz z oryginalną kabiną projekcyjną i ozdobną fasadą, wciąż nietknięte i sprawne; stare Urzędy Celne (the Old Custom Houses) na West Street; oraz wiele witryn sklepowych z epoki wiktoriańskiej.

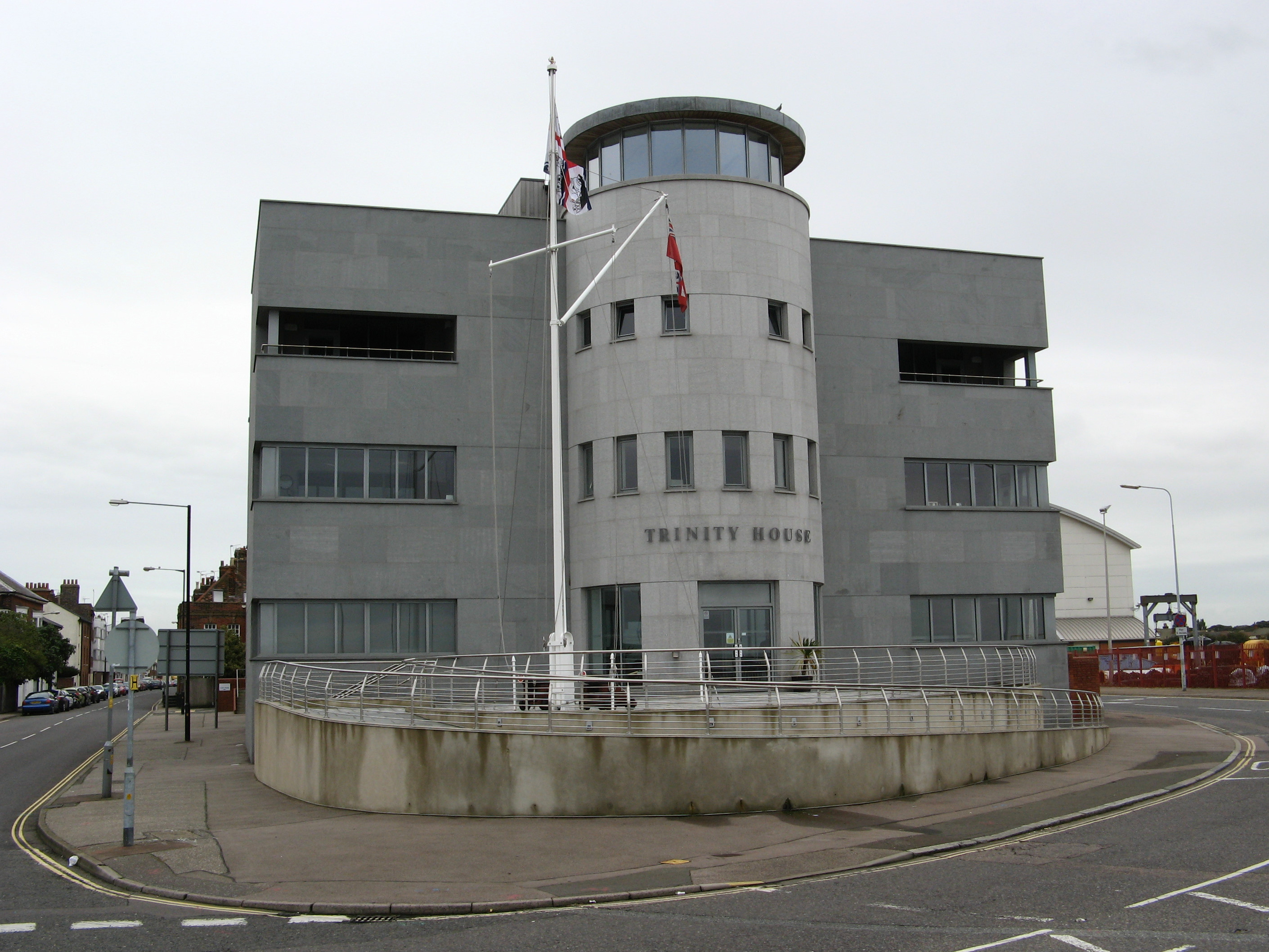
Biura Trinity House

Znajduje się tam niewielki, ale godny zauważenia budynek z drugiej połowy XX wieku, a większe ostatnie powiększenia obejmują stację łodzi ratowniczych oraz dodanie dwóch nowych struktur do siedziby Generalnych Władz Latarni Morskich Trinity House; budowa biura tej organizacji, obok starych Urzędów Celnych (the Old Custom Houses), została ukończona w 2005 roku. Na wygląd wszystkich trzech powiększeń wpływał styl architektury high-tech.

## Znani mieszkańcy
Harwich było miastem rodzinnym żeglarza Christophera Jonesa, kapitana i właściciela czwartej części okrętu Mayflower, oraz bazowym portem tego okrętu. Słynny pamiętnikarz Samuel Pepys był parlamentarzystą reprezentującym Harwich. Christopher Newport, kapitan ekspedycji, która założyła Jamestown, Virginia, również pochodził z Harwich. Kapitan Charles Fryatt żył w Harwich; jego ciało zostało przeniesione z Belgii w 1919 roku i pochowane w Dovercourt.
Harwich w swej historii również gościło wiele znanych osobistości, na czele z wieloma członkami brytyjskich i europejskich rodzin królewskich, których wizyty w wielu przypadkach były związane z czasami morskiej świetności Harwich.

## Sport
W Harwich znajduje się Harwich and Dovercourt RFC (Royal Football Club – Królewski Klub Piłkarski); klub piłkarski Harwich & Parkeston F.C.; klub żeglarski Harwich & Dovercourt; klub pływacki Harwich, Dovercourt & Parkeston ; Harwich & Dovercourt Rugby Union Football Club; Harwich & Dovercourt Cricket Club; oraz Harwich Runners (biegacze), którzy ze wsparciem Klubu Pływackiego Harwich wspólnie organizują coroczne Triathlony Harwich.

## Galeria

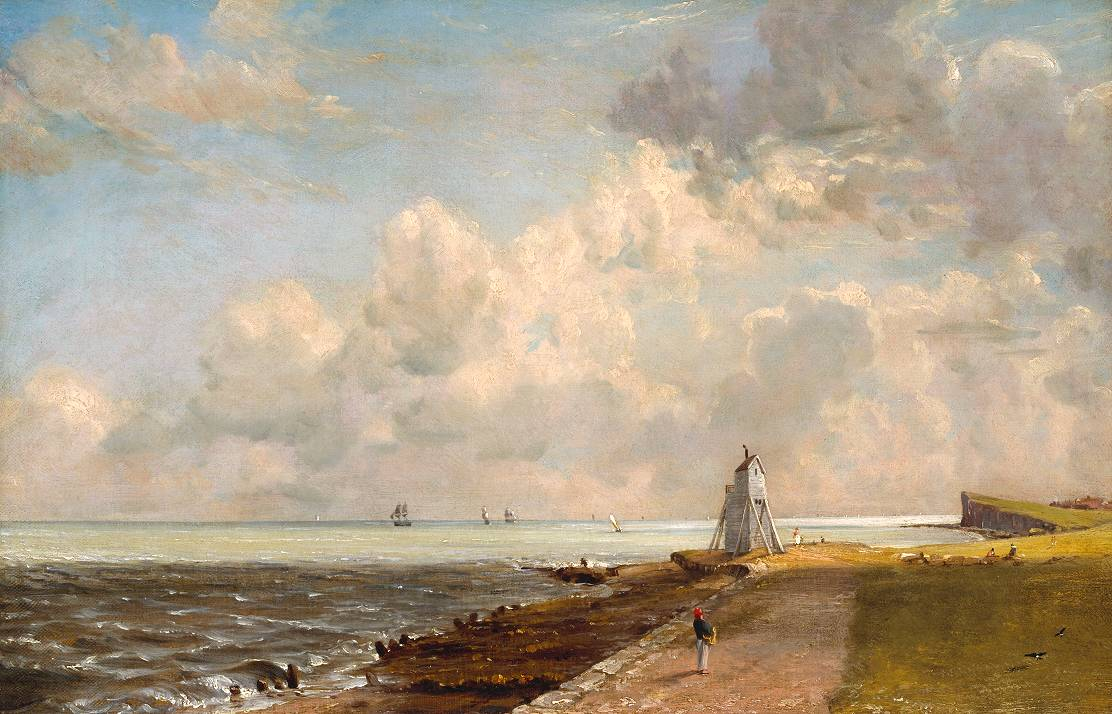
Obraz latarni morskiej w Harwich namalowany przez Johna Constable’a ok. 1820.
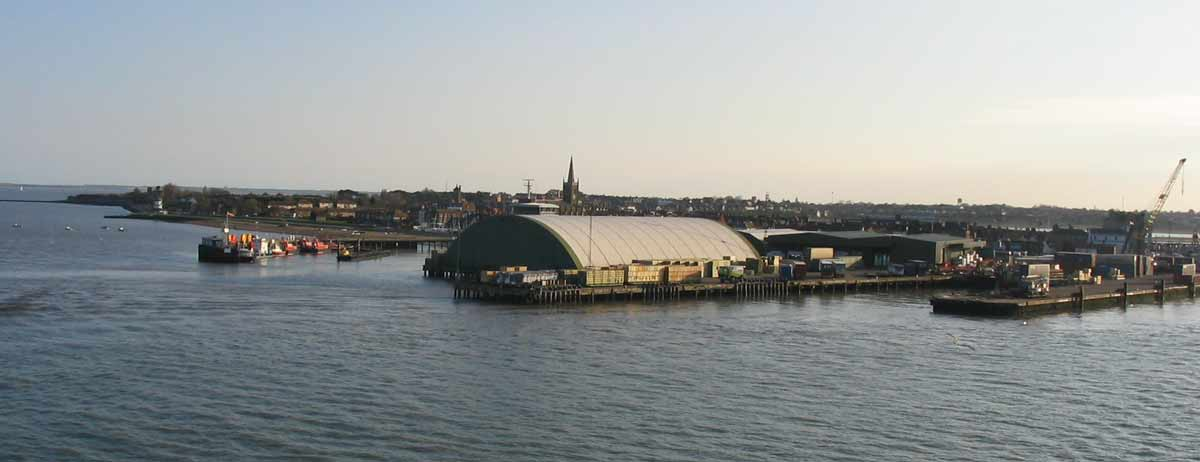
Doki i miasto Harwich widziane z rzeki
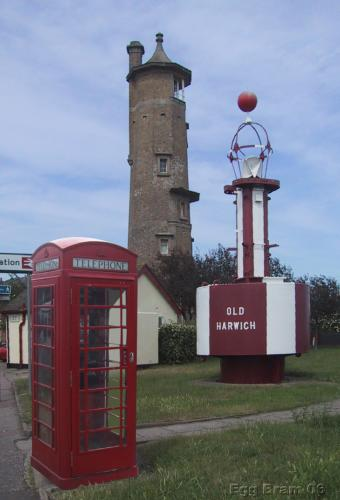
The Harwich High Lighthouse
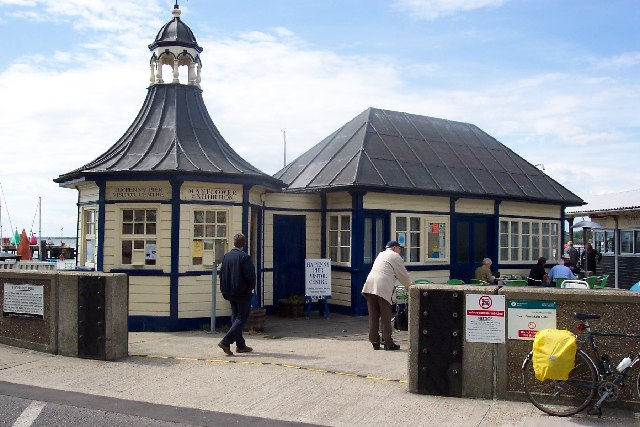
The Halfpenny Pier